# Pharmacologie
La pharmacologie est une branche de la médecine, de la biologie et des sciences pharmaceutiques étudiant l'action des drogues ou médicaments, c'est-à-dire toute molécule, artificielle, naturelle ou endogène, qui exerce un effet biochimique ou physiologique sur les cellules, les tissus, les organes ou les organismes vivants (le terme pharmacone est parfois utilisé pour englober ces espèces bioactives endogènes et exogènes.) C'est la science des médicaments, notamment leur origine, leur composition, leur pharmacocinétique, leur usage thérapeutique et leur toxicologie. Plus précisément, il s'agit de l'étude des interactions qui se produisent entre un organisme vivant et des produits chimiques qui affectent la fonction biochimique normale ou anormale. Lorsque les substances ont des propriétés médicinales, elles sont considérées comme des produits pharmaceutiques.
Le domaine englobe la composition et les propriétés des médicaments, les fonctions, les sources, la synthèse et la conception des médicaments, les mécanismes moléculaires et cellulaires, les mécanismes des organes/systèmes, la transduction du signal/communication cellulaire, les diagnostics moléculaires, les interactions, la biologie chimique, la thérapie, les applications médicales et les capacités antipathogènes. Les deux principaux domaines de la pharmacologie sont la pharmacodynamique et la pharmacocinétique. La pharmacodynamique étudie les effets d'un médicament sur les systèmes biologiques et la pharmacocinétique étudie les effets des systèmes biologiques sur un médicament. En termes généraux, la pharmacodynamique traite des produits chimiques dotés de récepteurs biologiques, tandisque la pharmacocinétique traite de l'absorption, de la distribution, du métabolisme et de l'excrétion (ADME) des produits chimiques provenant des systèmes biologiques.
Pharmacologie n'est pas synonyme de pharmacie et les deux termes sont fréquemment confondus. La pharmacologie, une science biomédicale, traite de la recherche, de la découverte et de la caractérisation de produits chimiques qui présentent des effets biologiques et de l'élucidation des fonctions cellulaires et organiques en relation avec ces produits chimiques. En revanche, la pharmacie, une profession de services de santé, se préoccupe de l'application des principes appris de la pharmacologie dans son contexte clinique ; que ce soit dans un rôle de dispensation ou de soins cliniques. Dans les deux domaines, le principal contraste entre les deux réside dans la distinction entre les soins directs aux patients, la pratique pharmaceutique et le domaine de la recherche scientifique, piloté par la pharmacologie.

## Étymologie
Le mot pharmacologie vient du grec φάρμακον</link>, pharmakon, "drogue, poison" et -λογία</link>, -logia, « étude de », « connaissance de », (cf. l'étymologie de pharmacie). Pharmakon est lié au pharmakos, le sacrifice rituel ou l'exil d'un bouc émissaire humain ou d'une victime dans la religion grecque antique.
Le terme moderne pharmacone est utilisé plus largement que le terme médicament car il inclut les substances endogènes et les substances biologiquement actives qui ne sont pas utilisées comme médicaments. Il s'agit généralement d'agonistes et d'antagonistes pharmacologiques, mais également d'inhibiteurs d'enzymes (tels que les inhibiteurs de la monoamine oxydase).

## Histoire

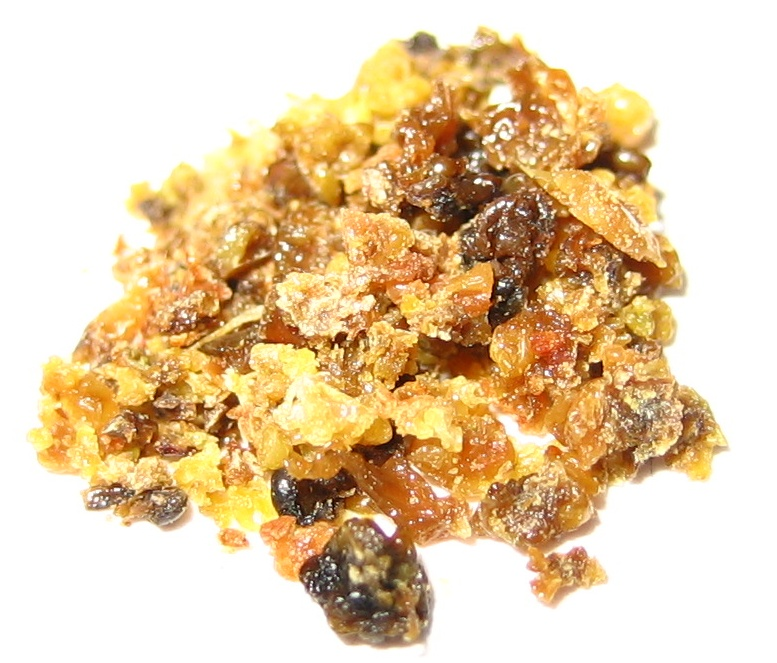
L'opium dérivé naturellement du pavot somnifère est utilisé comme drogue depuis 1100 avant J.-C..

Le principal composant actif de l'opium, la morphine, a été isolé pour la première fois en 1804 et on sait aujourd'hui qu'il agit comme un agoniste opioïde,.

Les origines de la pharmacologie clinique remontent au Moyen Âge, avec la pharmacognosie et le Canon de médecine d'Avicenne, le Commentaire d'Isaac de Pierre d'Espagne et le Commentaire de Jean de Saint-Amand sur l'Antédotaire de Nicolas. Les premières pharmacologies se concentraient sur l'herboristerie et les substances naturelles, principalement les extraits de plantes. Les médicaments étaient compilés dans des livres appelés pharmacopées. Les drogues brutes sont utilisées depuis la préhistoire comme préparation de substances provenant de sources naturelles. Cependant, l’ingrédient actif des médicaments bruts n’est pas purifié et la substance est frelatée avec d’autres substances.
La médecine traditionnelle varie selon les cultures et peut être spécifique à une culture particulière, comme la médecine traditionnelle chinoise, mongole, tibétaine et coréenne. Cependant, une grande partie de ces informations ont depuis été considérées comme de la pseudoscience. Les substances pharmacologiques connues sous le nom d'enthéogènes peuvent avoir une utilisation spirituelle et religieuse et un contexte historique.
Au XVIIe siècle, le médecin anglais Nicholas Culpeper traduisait et utilisait des textes pharmacologiques. Culpeper a détaillé les plantes et les conditions qu'elles pouvaient traiter. Au XVIIIe siècle, une grande partie de la pharmacologie clinique a été établie grâce aux travaux de William Withering. La pharmacologie en tant que discipline scientifique n’a progressé davantage qu’au milieu du XIXe siècle, au milieu de la grande résurgence biomédicale de cette période. Avant la seconde moitié du XIXe siècle, la puissance et la spécificité remarquables de l'action de médicaments tels que la morphine, la quinine et la digitaline étaient expliquées de manière vague et en référence à des pouvoirs chimiques extraordinaires et à des affinités avec certains organes ou tissus. Le premier département de pharmacologie a été créé par Rudolf Buchheim en 1847, à l'Université de Tartu, en reconnaissance de la nécessité de comprendre comment les médicaments thérapeutiques et les poisons produisaient leurs effets. Par la suite, le premier département de pharmacologie d'Angleterre fut créé en 1905 à l'University College de Londres.
La pharmacologie s'est développée au XIXe siècle en tant que science biomédicale appliquant les principes de l'expérimentation scientifique à des contextes thérapeutiques. L’avancement des techniques de recherche a propulsé la recherche et la compréhension pharmacologiques. Le développement de la préparation des bains d'organes, où les échantillons de tissus sont connectés à des appareils d'enregistrement, tels qu'un myographe, et où les réponses physiologiques sont enregistrées après l'application du médicament, a permis l'analyse des effets des médicaments sur les tissus. Le développement du test de liaison au ligand en 1945 a permis de quantifier l’affinité de liaison des médicaments sur des cibles chimiques. Les pharmacologues modernes utilisent des techniques de génétique, de biologie moléculaire, de biochimie et d'autres outils avancés pour transformer les informations sur les mécanismes et les cibles moléculaires en thérapies dirigées contre les maladies, les défauts ou les agents pathogènes, et créer des méthodes de soins préventifs, de diagnostic et, finalement, de médecine personnalisée.

## Divisions
La discipline de la pharmacologie peut être divisée en plusieurs sous-disciplines, chacune ayant un objectif spécifique.

### Systèmes du corps

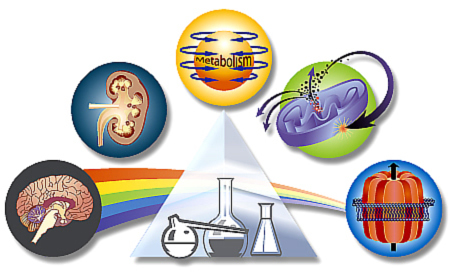
Différents sujets liés à la pharmacologie, notamment la neuropharmacologie, la pharmacologie rénale, le métabolisme humain, le métabolisme intracellulaire et la régulation intracellulaire.

La pharmacologie peut également se concentrer sur des systèmes spécifiques comprenant le corps. Les divisions liées aux systèmes corporels étudient les effets des médicaments sur différents systèmes du corps. Il s'agit notamment de la neuropharmacologie, dans les systèmes nerveux central et périphérique ; immunopharmacologie du système immunitaire. Les autres divisions comprennent la pharmacologie cardiovasculaire, rénale et endocrinienne. La psychopharmacologie est l'étude de l'utilisation de médicaments qui affectent le psychisme, l'esprit et le comportement (par exemple les antidépresseurs) dans le traitement des troubles mentaux (par exemple la dépression),. Il intègre des approches et des techniques issues de la neuropharmacologie, du comportement animal et des neurosciences comportementales, et s'intéresse aux mécanismes d'action comportementaux et neurobiologiques des drogues psychoactives.[réf. nécessaire] Le domaine connexe de la neuropsychopharmacologie se concentre sur les effets des médicaments au chevauchement entre le système nerveux et la psyché.
La pharmacométabolomique, également connue sous le nom de pharmacométabonomique, est un domaine issu de la métabolomique, la quantification et l'analyse des métabolites produits par l'organisme. Il fait référence à la mesure directe des métabolites dans les fluides corporels d'un individu, afin de prédire ou d'évaluer le métabolisme des composés pharmaceutiques et de mieux comprendre le profil pharmacocinétique d'un médicament. La pharmacométabolomique peut être appliquée pour mesurer les niveaux de métabolites après l'administration d'un médicament, afin de surveiller les effets du médicament sur les voies métaboliques. La pharmacomicrobiomique étudie l'effet des variations du microbiome sur la disposition, l'action et la toxicité des médicaments. La pharmacomicrobiome s'intéresse à l'interaction entre les médicaments et le microbiome intestinal. La pharmacogénomique est l'application des technologies génomiques à la découverte de médicaments et à la caractérisation plus approfondie de médicaments liés au génome entier d'un organisme.[réf. nécessaire] Pour la pharmacologie concernant les gènes individuels, la pharmacogénétique étudie comment la variation génétique donne lieu à des réponses différentes aux médicaments.[réf. nécessaire] La pharmacoépigénétique étudie les modèles de marquage épigénétique sous-jacents qui conduisent à une variation dans la réponse d'un individu au traitement médical.

### Pratique clinique et découverte de médicaments

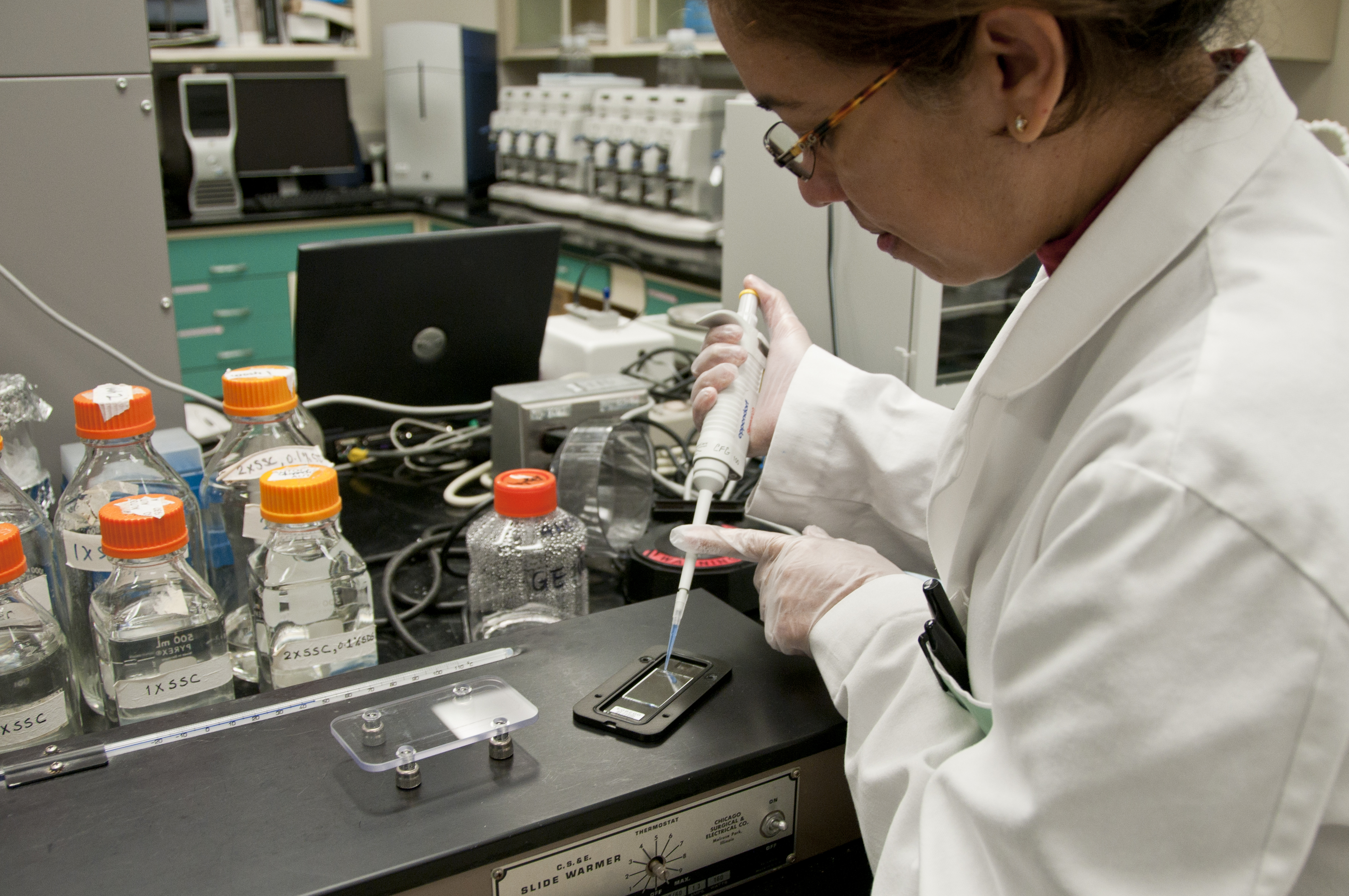
Un toxicologue travaillant dans un laboratoire.

La pharmacologie peut être appliquée aux sciences cliniques. La pharmacologie clinique est l'application de méthodes et de principes pharmacologiques à l'étude de médicaments chez l'homme. Un exemple en est la posologie, qui est l’étude de la manière dont les médicaments sont dosés.
La pharmacologie est étroitement liée à la toxicologie. La pharmacologie et la toxicologie sont des disciplines scientifiques axées sur la compréhension des propriétés et des actions des produits chimiques. Cependant, la pharmacologie met l'accent sur les effets thérapeutiques des produits chimiques, généralement des médicaments ou des composés susceptibles de devenir des médicaments, tandis que la toxicologie est l'étude des effets indésirables des produits chimiques et l'évaluation des risques.
Les connaissances pharmacologiques sont utilisées pour conseiller la pharmacothérapie en médecine et en pharmacie.

#### Découverte de médicament
La découverte de médicaments est le domaine d'étude concerné par la création de nouveaux médicaments. Il englobe les sous-domaines de la conception et du développement de médicaments. La découverte de médicaments commence par la conception de médicaments, qui est le processus inventif permettant de trouver de nouveaux médicaments. Au sens le plus élémentaire, cela implique la conception de molécules dont la forme et la charge sont complémentaires à une cible biomoléculaire donnée. Une fois qu’un composé principal a été identifié grâce à la découverte d’un médicament, le développement d’un médicament consiste à le mettre sur le marché. La découverte de médicaments est liée à la pharmacoéconomie, qui est la sous-discipline de l'économie de la santé qui prend en compte la valeur des médicaments,. La pharmacoéconomie évalue le coût et les avantages des médicaments afin de guider l'allocation optimale des ressources de santé. Les techniques utilisées pour la découverte, la formulation, la fabrication et le contrôle qualité des médicaments sont étudiées par l'ingénierie pharmaceutique, une branche de l'ingénierie. La pharmacologie de sécurité est spécialisée dans la détection et l'étude des effets indésirables potentiels des médicaments.
Modèle:AI4
Le développement de médicaments est une préoccupation vitale pour la médecine, mais il a également de fortes implications économiques et politiques. Pour protéger le consommateur et prévenir les abus, de nombreux gouvernements réglementent la fabrication, la vente et l'administration des médicaments. Aux États-Unis, le principal organisme qui réglemente les produits pharmaceutiques est la Food and Drug Administration ; ils appliquent les normes établies par la Pharmacopée américaine. Dans l'Union européenne, le principal organisme qui réglemente les produits pharmaceutiques est l'EMA, qui applique les normes fixées par la Pharmacopée européenne.
La stabilité métabolique et la réactivité d’une bibliothèque de composés médicamenteux candidats doivent être évaluées pour le métabolisme des médicaments et les études toxicologiques. De nombreuses méthodes ont été proposées pour des prédictions quantitatives du métabolisme des médicaments ; SPORCalc est un exemple de méthode de calcul récente. Une légère altération de la structure chimique d'un composé médicinal pourrait altérer ses propriétés médicinales, selon la façon dont l'altération est liée à la structure du substrat ou du site récepteur sur lequel il agit : c'est ce qu'on appelle la relation structure-activité (SAR). Lorsqu’une activité utile a été identifiée, les chimistes fabriquent de nombreux composés similaires appelés analogues, pour tenter de maximiser le ou les effets médicinaux souhaités. Cela peut prendre de quelques années à une décennie, voire plus, et coûte très cher. Il faut également déterminer dans quelle mesure le médicament est sûr à consommer, sa stabilité dans le corps humain et la meilleure forme d'administration au système organique souhaité, comme un comprimé ou un aérosol. Après des tests approfondis, qui peuvent durer jusqu'à six ans, le nouveau médicament est prêt à être commercialisé et vendu.
En raison de ces longs délais et du fait que sur 5 000 nouveaux médicaments potentiels, un seul sera généralement mis sur le marché libre, il s’agit d’une manière coûteuse de procéder, qui coûte souvent plus d’un milliard de dollars. Pour récupérer cette dépense, les sociétés pharmaceutiques peuvent faire un certain nombre de choses:
- Rechercher soigneusement la demande pour leur nouveau produit potentiel avant de dépenser les fonds de l'entreprise[32].
- Obtenir un brevet sur le nouveau médicament en empêchant d’autres sociétés de produire ce médicament pendant un certain temps[32].

Lors de la conception de médicaments, l’effet placebo doit être pris en compte pour évaluer la véritable valeur thérapeutique du médicament.
Le développement de médicaments utilise des techniques de chimie médicinale pour concevoir chimiquement des médicaments. Cela recoupe l’approche biologique consistant à trouver des cibles et des effets physiologiques.

### Contextes plus larges
La pharmacologie peut être étudiée dans des contextes plus larges que la physiologie des individus. Par exemple, la pharmacoépidémiologie concerne les variations des effets des médicaments au sein ou entre les populations, elle fait le pont entre la pharmacologie clinique et l'épidémiologie,. La pharmacoenvironnementologie ou pharmacologie environnementale est l'étude des effets des produits pharmaceutiques et produits de soins personnels (PPCP) usagés sur l'environnement après leur élimination de l'organisme. La santé humaine et l'écologie sont intimement liées, c'est pourquoi la pharmacologie environnementale étudie l'effet environnemental des médicaments, des produits pharmaceutiques et des produits de soins personnels sur l'environnement.
Les médicaments peuvent également avoir une importance ethnoculturelle, c'est pourquoi l'ethnopharmacologie étudie les aspects ethniques et culturels de la pharmacologie.

### Domaines émergents
La photopharmacologie est une approche émergente en médecine dans laquelle les médicaments sont activés et désactivés par la lumière. L’énergie de la lumière est utilisée pour modifier la forme et les propriétés chimiques du médicament, entraînant une activité biologique différente. Ceci est fait pour finalement parvenir à contrôler quand et où les médicaments sont actifs de manière réversible, afin de prévenir les effets secondaires et la pollution des médicaments dans l'environnement,.

## Théorie de la pharmacologie

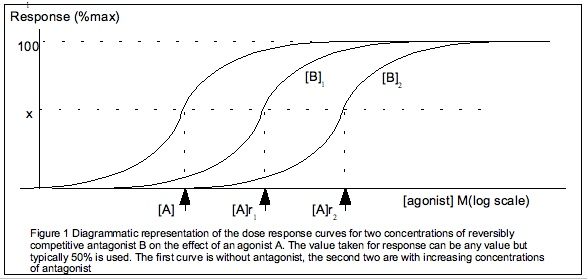
Un trio de courbes dose-réponse. Les courbes dose-réponse sont largement étudiées en pharmacologie.

L'étude des produits chimiques nécessite une connaissance approfondie du système biologique affecté. Avec l’augmentation des connaissances en biologie cellulaire et en biochimie, le domaine de la pharmacologie a également considérablement changé. Il est devenu possible, grâce à l'analyse moléculaire des récepteurs, de concevoir des produits chimiques qui agissent sur des voies de signalisation cellulaire ou métaboliques spécifiques en affectant des sites directement sur les récepteurs de la surface cellulaire (qui modulent et interviennent dans les voies de signalisation cellulaire contrôlant la fonction cellulaire).
Les produits chimiques peuvent avoir des propriétés et des effets pharmacologiques pertinents. La pharmacocinétique décrit l'effet du corps sur le produit chimique (par exemple, demi-vie et volume de distribution), et la pharmacodynamique décrit l'effet du produit chimique sur le corps (souhaité ou toxique).

### Systèmes, récepteurs et ligands

La synapse cholinergique. Les cibles dans les synapses peuvent être modulées avec des agents pharmacologiques. Dans ce cas, les cholinergiques (comme la muscarine) et les anticholinergiques (comme l'atropine) ciblent les récepteurs ; les inhibiteurs de transporteurs (tels que l'hémicholinium) ciblent les protéines de transport membranaire et les anticholinestérases (telles que le sarin) ciblent les enzymes.

La pharmacologie est généralement étudiée par rapport à des systèmes particuliers, par exemple les systèmes de neurotransmetteurs endogènes. Les principaux systèmes étudiés en pharmacologie peuvent être classés selon leurs ligands et comprennent l'acétylcholine, l'adrénaline, le glutamate, le GABA, la dopamine, l'histamine, la sérotonine, les cannabinoïdes et les opioïdes.
Les cibles moléculaires en pharmacologie comprennent les récepteurs, les enzymes et les protéines de transport membranaire. Les enzymes peuvent être ciblées avec des inhibiteurs d'enzymes. Les récepteurs sont généralement classés en fonction de leur structure et de leur fonction. Les principaux types de récepteurs étudiés en pharmacologie comprennent les récepteurs couplés aux protéines G, les canaux ioniques dépendants du ligand et les récepteurs tyrosine kinases.
La pharmacologie de réseau est un sous-domaine de la pharmacologie qui combine les principes de la pharmacologie, de la biologie des systèmes et de l'analyse de réseau pour étudier les interactions complexes entre les médicaments et les cibles (par exemple, les récepteurs ou les enzymes, etc.) dans les systèmes biologiques. La topologie d'un réseau de réactions biochimiques détermine la forme de la courbe dose-réponse du médicament ainsi que le type d'interactions médicamenteuses, ce qui peut aider à concevoir des stratégies thérapeutiques efficaces et sûres. La pharmacologie de réseau utilise des outils informatiques et des algorithmes d'analyse de réseau pour identifier les cibles médicamenteuses, prédire les interactions médicamenteuses, élucider les voies de signalisation et explorer la polypharmacologie des médicaments.

### Pharmacodynamie
La pharmacodynamie est définie comme la façon dont le corps réagit aux médicaments. Les modèles pharmacologiques incluent l'équation de Hill, l'équation de Cheng-Prusoff et la régression de Schild. La théorie pharmacodynamique étudie souvent l'affinité de liaison des ligands avec leurs récepteurs.
On dit que les médicaments ont un index thérapeutique étroit ou large, un certain facteur de sécurité ou une fenêtre thérapeutique . Ceci décrit le rapport entre l’effet souhaité et l’effet toxique. Un composé ayant un index thérapeutique étroit (proche de un) exerce son effet recherché à une dose proche de sa dose toxique. Un composé ayant un large indice thérapeutique (supérieur à cinq) exerce son effet souhaité à une dose sensiblement inférieure à sa dose toxique. Ceux avec une marge étroite sont plus difficiles à doser et à administrer, et peuvent nécessiter une surveillance thérapeutique (par exemple la warfarine, certains antiépileptiques, les antibiotiques aminosides). La plupart des médicaments anticancéreux ont une marge thérapeutique étroite : des effets secondaires toxiques se produisent presque toujours aux doses utilisées pour tuer les tumeurs.
L'effet des médicaments peut être décrit avec l'additivité de Loewe qui est l'un des nombreux modèles de référence courants.

### Pharmacocinétique
La pharmacocinétique est l'étude de l'absorption corporelle, de la distribution, du métabolisme et de l'excrétion des médicaments.
Lorsqu'ils décrivent les propriétés pharmacocinétiques du produit chimique qui est l'ingrédient actif ou l'ingrédient pharmaceutique actif (API), les pharmacologues s'intéressent souvent au L-ADME :
- Libération – Comment l'API est-il désintégré (pour les formes orales solides (se décomposant en particules plus petites), dispersé ou dissous du médicament ?
- Absorption – Comment l'API est-il absorbé (à travers la peau, l'intestin, la muqueuse buccale) ?
- Distribution – Comment l’API se propage-t-elle dans l’organisme ?
- Métabolisme – L’API est-elle convertie chimiquement à l’intérieur du corps et en quelles substances ? Sont-ils actifs (également) ? Pourraient-ils être toxiques ?
- Excrétion – Comment l'API est-il excrété (par la bile, l'urine, la respiration, la peau) ?

Le métabolisme des médicaments est évalué en pharmacocinétique et est important dans la recherche et la prescription de médicaments.

## Administration, politique pharmaceutique et sécurité

### Politique antidrogue
Aux États-Unis, la Food and Drug Administration (FDA) est chargée de créer des lignes directrices pour l'approbation et l'utilisation des médicaments. La FDA exige que tous les médicaments approuvés répondent à deux exigences :
1. Le médicament doit s'avérer efficace contre la maladie pour laquelle il cherche à être approuvé (où « efficace » signifie uniquement que le médicament a obtenu de meilleurs résultats que le placebo ou ses concurrents dans au moins deux essais).
2. Le médicament doit répondre à des critères de sécurité en étant soumis à des tests sur des animaux et à des tests contrôlés sur des humains.

L’obtention de l’approbation de la FDA prend généralement plusieurs années. Les tests effectués sur les animaux doivent être approfondis et inclure plusieurs espèces pour faciliter l'évaluation de l'efficacité et de la toxicité du médicament. La posologie de tout médicament dont l'utilisation est approuvée est censée se situer dans une plage dans laquelle le médicament produit un effet thérapeutique ou un résultat souhaité.
Aux États-Unis, la sécurité et l'efficacité des médicaments sur ordonnance sont réglementées par la loi fédérale sur la commercialisation des médicaments sur ordonnance de 1987 .
L’Agence de réglementation des médicaments et des produits de santé (MHRA) joue un rôle similaire au Royaume-Uni.
Medicare Part D est un régime d'assurance médicaments sur ordonnance aux États-Unis
La loi sur la commercialisation des médicaments sur ordonnance (PDMA) est une loi liée à la politique en matière de médicaments.
Les médicaments sur ordonnance sont des médicaments réglementés par la législation.

## Sociétés et éducation

### Sociétés et administration
L'Union internationale de pharmacologie fondamentale et clinique, la Fédération des sociétés européennes de pharmacologie et l'Association européenne de pharmacologie clinique et thérapeutique sont des organisations représentant la normalisation et la réglementation de la pharmacologie clinique et scientifique.
Des systèmes de classification médicale des médicaments avec des codes pharmaceutiques ont été développés. Il s'agit notamment du National Drug Code (NDC), administré par la Food and Drug Administration ; Numéro d'identification du médicament (DIN), administré par Santé Canada en vertu de la Loi sur les aliments et drogues ; Hong Kong Drug Registration, administré par le Service pharmaceutique du ministère de la Santé (Hong Kong) et le National Pharmaceutical Product Index en Afrique du Sud. Des systèmes hiérarchiques ont également été développés, notamment le système de classification anatomique, thérapeutique et chimique (AT, ou ATC/DDD), administré par l'Organisation mondiale de la santé ; Identifiant générique de produit (GPI), numéro de classification hiérarchique publié par MediSpan et SNOMED, axe C. Les ingrédients des médicaments ont été classés par identifiant unique d'ingrédient.

### Éducation
L'étude de la pharmacologie chevauche les sciences biomédicales et concerne l'étude des effets des médicaments sur les organismes vivants. La recherche pharmacologique peut conduire à la découverte de nouveaux médicaments et favoriser une meilleure compréhension de la physiologie humaine. Les étudiants en pharmacologie doivent avoir une connaissance pratique détaillée des aspects de la physiologie, de la pathologie et de la chimie. Ils peuvent également nécessiter une connaissance des plantes en tant que sources de composés pharmacologiquement actifs. La pharmacologie moderne est interdisciplinaire et implique les sciences biophysiques et informatiques ainsi que la chimie analytique. Un pharmacien doit être bien équipé en connaissances en pharmacologie pour pouvoir être appliquées à la recherche pharmaceutique ou à la pratique pharmaceutique dans les hôpitaux ou les organisations commerciales vendant aux clients. Cependant, les pharmacologues travaillent généralement dans un laboratoire entreprenant des recherches ou le développement de nouveaux produits. La recherche pharmacologique est importante dans la recherche universitaire (médicale et non médicale), les postes industriels privés, la rédaction scientifique, les brevets et le droit scientifiques, la consultation, l'emploi en biotechnologie et en pharmacie, l'industrie de l'alcool, l'industrie alimentaire, la médecine légale/l'application de la loi, la santé publique et sciences environnementales/écologiques. La pharmacologie est souvent enseignée aux étudiants en pharmacie et en médecine dans le cadre du programme d'études d'une faculté de médecine.